# Antoni Kost
Antoni Maciej Kost (* 16. Februar 1934 in Finkenstein, Landkreis Oppeln) ist ein polnischer Politiker deutscher Abstammung. Er gehörte von 1991 bis 1993 dem Sejm in dessen I. Wahlperiode für das Wahlkomitee Deutsche Minderheit an.

## Leben und Beruf
Kost wurde im damals zum preußischen Landkreis Oppeln gehörenden Finkenstein geboren. Er studierte bis 1959 an der Schlesischen Medizinischen Universität Katowice. Anschließend wurde er zum Doktor der Medizin promoviert. Er erwarb die Facharzttitel in den Bereichen Innere Medizin und Lungenheilkunde.

## Politik
Bei der Parlamentswahl 1991, der ersten in der Dritten Republik, wurde er für das Wahlkomitee Deutsche Minderheit über die gesamtpolnische Verteilung in den Sejm gewählt. Im Sejm gehörte er dem Sozial- und dem Gesundheitsausschuss an. 1993 kandidierte er für den Senat der Republik Polen, belegte aber hinter den beiden gewählten Senatoren Dorota Simonides (UD) und Gerhard Bartodziej (Deutsche Minderheit) im Wahlkreis Oppeln lediglich den dritten Platz. Bei der Parlamentswahl 1997 bewarb er sich erfolglos um die Rückkehr in den Sejm.
Bei den Selbstverwaltungswahlen 1998 wurde er für eine Wahlperiode in den Sejmik der Woiwodschaft Oppeln gewählt.